# Pierino Negrotto Cambiaso
Pierino Negrotto Cambiaso (Genova, 26 dicembre 1867 – Roma, 20 febbraio 1925) è stato un politico italiano. 
Fu senatore del Regno d'Italia nella XXVII legislatura.

## Biografia
Appartenente alla nobile famiglia dei Negrotto Cambiaso di Genova, figlio del marchese Lazzaro Negrotto Cambiaso, sindaco del capoluogo ligure dal 1876 al 1877 e senatore, e di Maria Teresa Pallavicino, compì gli studi universitari nell'ateneo genovese dove conseguì la laurea in giurisprudenza. In servizio militare come ufficiale di cavalleria partecipò alla guerra italo-abissina del 1895-1896 nello squadrone Cheren, prendendo parte alle spedizioni di Antalo e Adua dove, per un'eroica missione, fu onorato della medaglia di bronzo al valor militare.
Rientrato in Italia si dedicò come industriale nel settore agricolo allo sviluppo e sfruttamento delle terre e ammodernamento dei mezzi da lavoro. In campo politico ricoprì, dal 1905 al 1911, la carica di sindaco di Arenzano, comune costiero della provincia di Genova, fino alla nomina a deputato nella XXIII e XXIV legislatura (1909; 1913) con le elezioni dal collegio di Voghera. Già membro della Camera dei deputati, dove inoltre ricoprì la carica di questore nell'ufficio di presidenza, volle partecipare alla guerra italo-turca (1911) come commissario delegato della Croce Rossa Italiana. Allo scoppio della prima guerra mondiale, ancor prima che lo stato italiano dichiarasse la scesa in campo bellico, volontariamente si prestò alle armi dapprima quale capitano del reggimento "Piemonte Reale Cavalleria" e poi del Servizio Aeronautico dove ricoprì gli incarichi di aviatore e mitragliere; per tali sforzi fu promosso a maggiore e decorato con la croce al merito di guerra e della medaglia di benemerenza dei volontari di guerra.
Deputato fino al 1919 fu quindi senatore del Regno dal novembre 1924 al febbraio del 1925 quando, il 20 febbraio, morì a Roma dopo brevissima malattia.